# Колдуел
 Тази статия е за града в САЩ.  За американската космонавтка вижте Трейси Колдуел Дайсън.  
Колдуел (на английски: Caldwell, звуков файл и буквени символи за произношение ) е град в окръг Кениън, щата Айдахо, САЩ. Колдуел е с население от 25 967 жители (2000) и обща площ от 29,4 km². Намира се на 724 m надморска височина. ЗИП кодът му е 83605-83607, а телефонният му код е 208.